# Марксхайм
Марксхайм (на немски: Marxheim) е община в Швабия, Бавария, Германия с 2567 жители (към 31 декември 2016) и площ от 46,58 km2.
Марксхайм се намира в региона на Аугсбург на устието на Лех в Дунав.
- Вливането на Лех в Дунав при Марксхайм